# Wu Yiwen
Wu Yiwen (chinesisch 吳怡文 / 吴怡文, Pinyin Wú Yíwén; * 5. August 1986 in Shanghai) ist eine ehemalige chinesische Synchronschwimmerin.

## Erfolge
Wu Yiwen gelang ihr erster internationaler Erfolg bei den Asienspielen 2006 in Doha, bei denen sie in der Mannschaftskonkurrenz die Goldmedaille gewann. Die Chinesinnen setzten sich dabei mit 96,584 Punkten vor den Mannschaften Japans und Nordkoreas durch. Bei den Weltmeisterschaften 2009 in Rom gewann Wu mit der Mannschaft in der Kombination die Silbermedaille hinter Spanien. Im technischen und auch im freien Programm belegten die Chinesinnen jeweils hinter Russland und Spanien den dritten Platz. Die Asienspiele 2010 in Guangzhou verliefen für Wu noch erfolgreicher als die Spiele 2006 in Doha. Im Mannschaftswettkampf siegten die Chinesinnen erneut vor Japan und Nordkorea, womit sie ihren Goldmedaillengewinn wiederholten. Darüber hinaus sicherten sie sich auch in der Kombination die Goldmedaille. Wie schon 2009 gewann Wu im Rahmen der Weltmeisterschaften 2011 in Shanghai drei Medaillen. Diese sicherte sie sich in den drei Konkurrenzen mit der Mannschaft: in der Kombination, im technischen Programm und im freien Programm schlossen die Chinesinnen den Wettbewerb hinter Russland als Zweite ab.
Bei den Olympischen Spielen 2012 in London gehörte Wu ebenfalls zum Aufgebot der chinesischen Équipe. Im Mannschaftswettbewerb erzielte sie zusammen mit Chang Si, Chen Xiaojun, Huang Xuechen, Jiang Tingting, Jiang Wenwen, Luo Xi, Liu Ou und Sun Wenyan sowohl in der technischen Übung als auch in der Kür jeweils das zweitbeste Resultat, womit die Chinesinnen auch die Gesamtwertung mit 194,010 Punkten als Zweite abschlossen und hinter den Olympiasiegerinnen aus Russland die Silbermedaillen gewannen. Auf dem dritten Podestplatz folgte die spanische Mannschaft. Bei ihrem letzten internationalen Wettkampf, der World Trophy 2012 in Mexiko-Stadt, gewann Wu drei Goldmedaillen in den Mannschaftskonkurrenzen.